# Ţovīdarreh
Ţovīdarreh (persiska: طويدره) är en ort i Iran.   Den ligger i provinsen Mazandaran, i den norra delen av landet, 100 km norr om huvudstaden Teheran. Ţovīdarreh ligger 1 263 meter över havet och antalet invånare är 659.
Terrängen runt Ţovīdarreh är kuperad åt nordost, men åt sydväst är den bergig. Runt Ţovīdarreh är det ganska tätbefolkat, med 80 invånare per kvadratkilometer. Närmaste större samhälle är Kalārdasht, 2,0 km söder om Ţovīdarreh. I omgivningarna runt Ţovīdarreh växer i huvudsak blandskog.